# جوائز جلوب سوكر

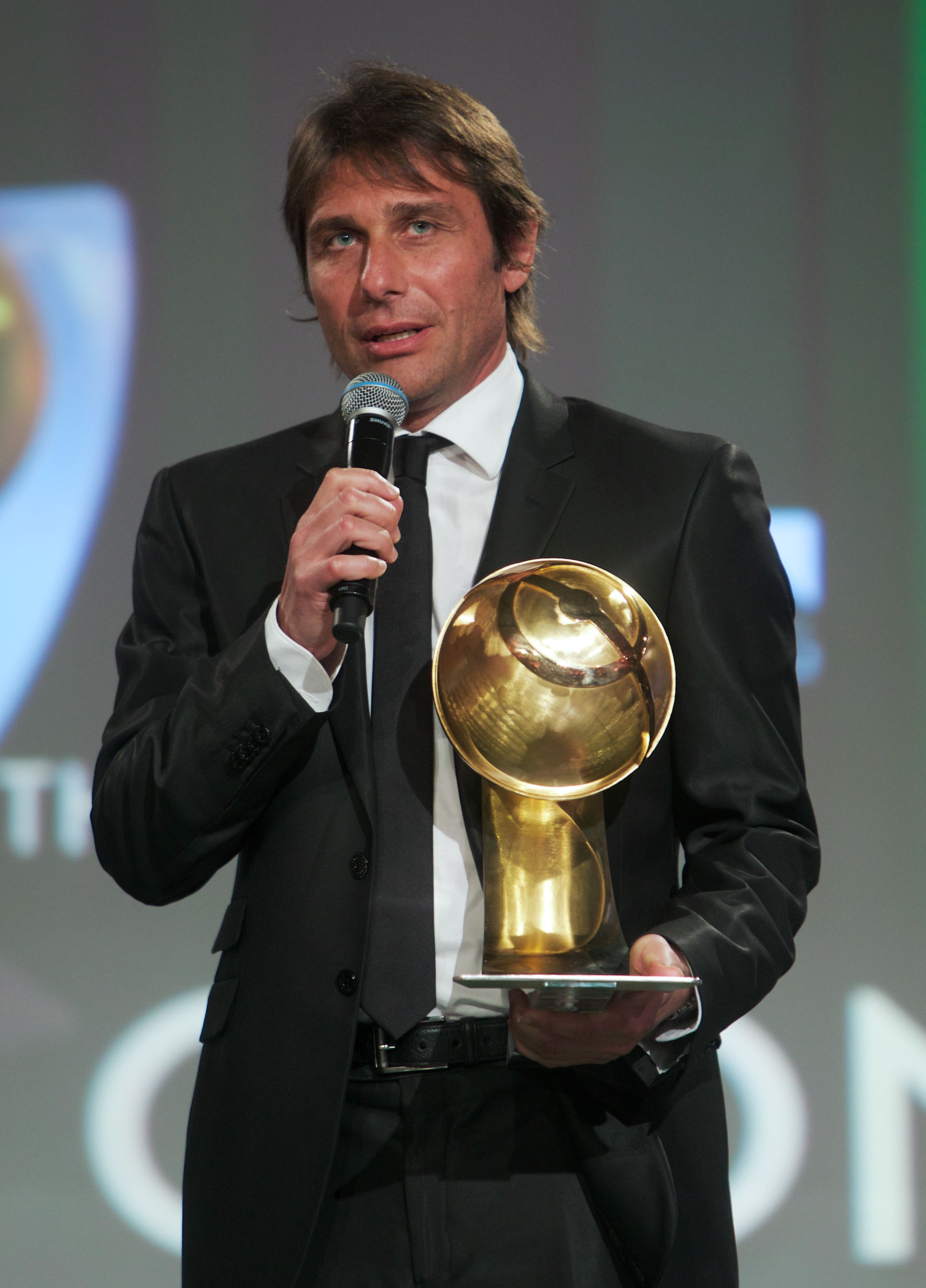
أنطونيو كونتي مع جائزة أفضل مدرب في العام (2013)

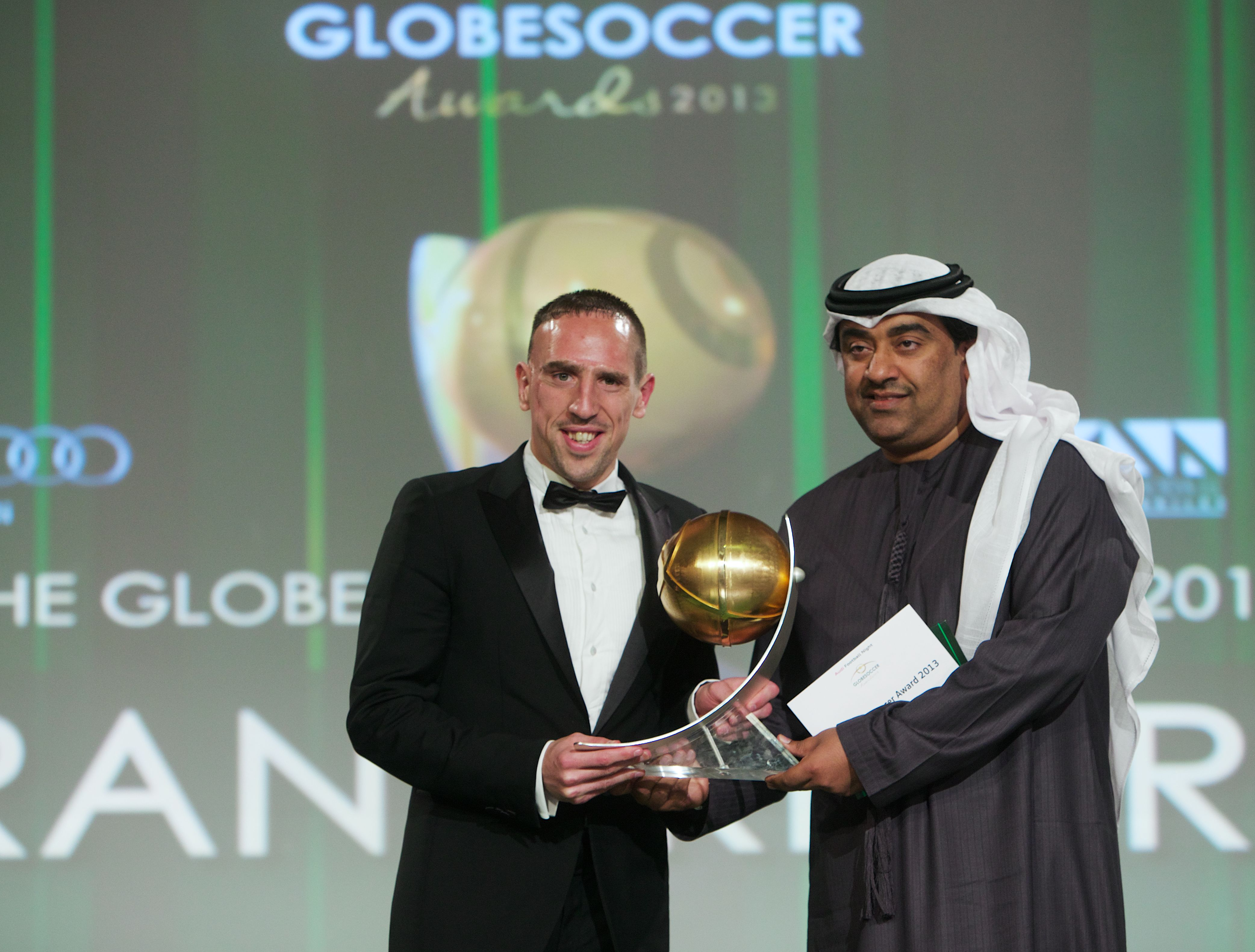
فرانك ريبيري مع جائزة أفضل لاعب في العام (2013)

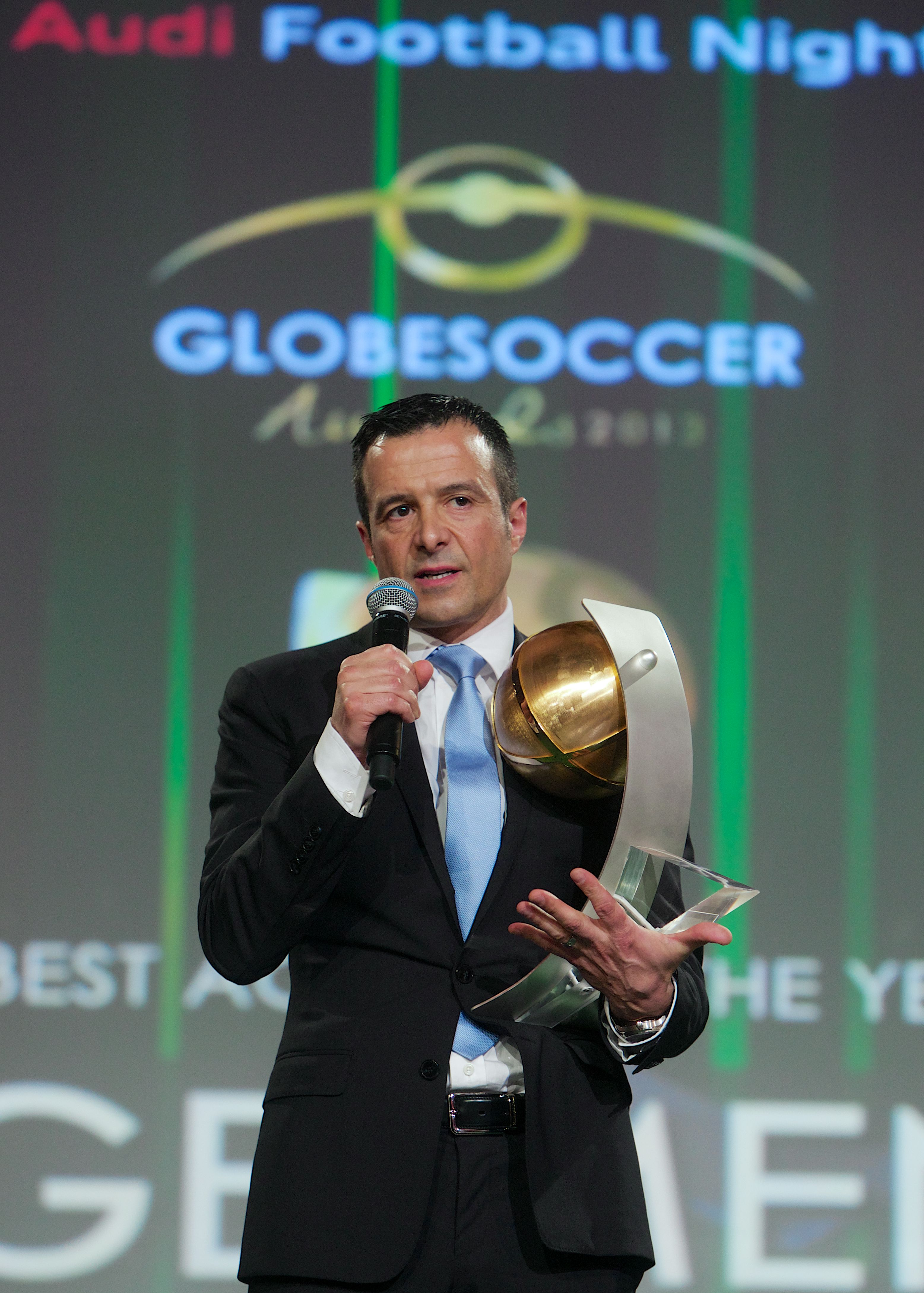
خورخي مينديز مع جائزة أفضل وكيل في العام (2013)

جوائز جلوب سوكر (بالإنجليزية: Globe Soccer Awards)‏، المعروفة أيضًا باسم دبي دورز، هي جوائز سنوية يتم منحها للمتميزين في مجال كرة القدم. نظمت شركة سيلفا للاستثمارات الدولية وتوماسو بندوني ورئيس جزر المالديف عبد الله جابر / إتش تيمافيشي حفل توزيع جوائز جلوب سوكر. كل عام، تنظم شركة جلوب سوكر حفل عشاء رسمي. وبهذه المناسبة، يحضر كبار الأسماء الكروية من جميع القارات حفل توزيع الجوائز الذي يبث على الهواء مباشرة على العديد من شبكات التلفزيون.

## التاريخ

### 2010
- في ديسمبر 2010، خلال حفل ختام ليلة أودي لكرة القدم تم الإعلان عن الفائزين بجوائز كرة القدم العالمية:[3]

| الجائزة              | اللاعب                                |
| -------------------- | ------------------------------------- |
| جائزة أفضل وكيل      | خورخي مينديز                          |
| جائزة أفضل مدير      | ميغيل أنخيل جيل مارين (أتلتيكو مدريد) |
| جائزة المسيرة الخاصة | أدريانو غالياني (ميلان)               |
| جائزة مسيرة مدرب     | يوهان كرويف (برشلونة)                 |

### 2011
- في ديسمبر 2011، تم منح ست جوائز في دبي للفئات التالية:[4]

| الجائزة                 | اللاعب                         |
| ----------------------- | ------------------------------ |
| جائزة أفضل نادي         | برشلونة                        |
| جائزة أفضل لاعب         | كريستيانو رونالدو (ريال مدريد) |
| جائزة مسيرة لاعب        | أليساندرو دل بييرو (يوفنتوس)   |
| جائزة أفضل وكيل         | خورخي مينديز                   |
| جائزة أفضل جاذب للإعلام | كريستيانو رونالدو (ريال مدريد) |
| جائزة أفضل مدير         | بينتو دا كوستا (بورتو)         |

### 2012
- في ديسمبر 2012، تم منح عشر جوائز في دبي للفئات التالية:[5]

| الجائزة                     | اللاعب                         |
| --------------------------- | ------------------------------ |
| جائزة أفضل نادي             | أتلتيكو مدريد                  |
| جائزة أفضل لاعب             | راداميل فالكاو (أتلتيكو مدريد) |
| جائزة مسيرة لاعب            | إريك أبيدال (برشلونة)          |
| جائزة أفضل لاعب في القرن    | دييغو مارادونا                 |
| جائزة أفضل وكيل             | خورخي مينديز                   |
| جائزة مسيرة وكيل لاعبين     | روب يانسن                      |
| جائزة أفضل مدرب             | جوزيه مورينيو (ريال مدريد)     |
| جائزة أفضل هداف في الإمارات | حسن محمد (دبي)                 |
| جائزة أفضل جاذب للإعلام     | جوزيه مورينيو (ريال مدريد)     |
| جائزة خاصة                  | ميشيل بلاتيني                  |

### 2013
- في ديسمبر 2013، تم منح إحدى عشر جائزة في دبي للفئات التالية:[6]

| الجائزة                           | اللاعب                         |
| --------------------------------- | ------------------------------ |
| جائزة أفضل لاعب                   | فرانك ريبيري (بايرن ميونخ)     |
| جائزة أفضل لاعب من تصويت الجماهير | كريستيانو رونالدو (ريال مدريد) |
| جائزة أفضل وكيل                   | خورخي مينديز                   |
| جائزة مسيرة وكيل لاعبين           | جيوفاني برانشيني               |
| جائزة مسيرة لاعب                  | ديكو                           |
| جائزة أفضل مدرب                   | أنطونيو كونتي (يوفنتوس)        |
| جائزة مسيرة مدرب                  | بيب غوارديولا (بايرن ميونخ)    |
| جائزة أفضل جاذب للإعلام           | بيب غوارديولا (بايرن ميونخ)    |
| جائزة أفضل نادي                   | بايرن ميونخ                    |
| جائزة كاسر الرقم القياسي (لاعب)   | تشافي (برشلونة)                |
| جائزة أفضل مدرب في الخليج         | مهدي علي (الإمارات)            |

### 2014
- في ديسمبر 2014، تم منح إحدى عشر جائزة في دبي للفئات التالية:[7]

| الجائزة                 | اللاعب                         |
| ----------------------- | ------------------------------ |
| جائزة أفضل لاعب         | كريستيانو رونالدو (ريال مدريد) |
| جائزة أفضل وكيل         | خورخي مينديز                   |
| جائزة مسيرة لاعب        | فيليبو إنزاغي                  |
| جائزة أفضل مدرب         | كارلو أنشيلوتي (ريال مدريد)    |
| جائزة أفضل جاذب للإعلام | كارلو أنشيلوتي (ريال مدريد)    |
| جائزة أفضل نادي         | ريال مدريد                     |
| جائزة أفضل رئيس         | فلورنتينو بيريز (ريال مدريد)   |
| جائزة أفضل لاعب متطور   | خاميس رودريغيز (ريال مدريد)    |
| جائزة أفضل حكم          | نيكولا ريتزولي                 |
| جائزة أفضل منتج إعلامي  | ريكاردو سيلفا                  |
| جائزة أفضل لاعب عربي    | المهدي بنعطية                  |

### 2015
- في ديسمبر 2015، تم منح اثنا عشر جائزة في دبي للفئات التالية:[8]

| الجائزة                   | اللاعب                         |
| ------------------------- | ------------------------------ |
| جائزة أفضل لاعب           | ليونيل ميسي                    |
| جائزة أفضل وكيل           | خورخي مينديز                   |
| جائزة مسيرة لاعب (الأول)  | أندريا بيرلو                   |
| جائزة مسيرة لاعب (الثاني) | فرانك لامبارد                  |
| جائزة أفضل مدرب           | مارك فيلموتس (بلجيكا)          |
| جائزة أفضل وسيلة إعلام    | برشلونة                        |
| جائزة أفضل منتج إعلامي    | خافيير بورداس                  |
| جائزة أفضل نادي           | برشلونة                        |
| جائزة أفضل رئيس           | جوسيب ماريا بارتوميو (برشلونة) |
| جائزة أفضل حكم            | رافشان إيرماتوف                |
| جائزة أفضل أكاديمية نادي  | بنفيكا                         |
| جائزة أفضل لاعب في الخليج | ياسر الشهراني (الهلال)         |

### 2016
- في ديسمبر 2016، تم منح خمسة عشر جائزة في دبي للفئات التالية:[9]

| الجائزة                                  | اللاعب                         |
| ---------------------------------------- | ------------------------------ |
| جائزة أفضل لاعب                          | كريستيانو رونالدو (ريال مدريد) |
| جائزة النوايا الحسنة                     | كريستيانو رونالدو              |
| جائزة أفضل نادي                          | ريال مدريد                     |
| جائزة أفضل رئيس                          | فلورنتينو بيريز (ريال مدريد)   |
| جائزة أفضل مدرب                          | فرناندو سانتوس                 |
| جائزة أفضل حكم                           | مارك كلاتنبورغ                 |
| جائزة أفضل لاعب في الخليج                | عمر عبد الرحمن (العين)         |
| جائزة أفضل نادي في الخليج                | الهلال                         |
| جائزة أفضل لاعب عربي                     | محمد صلاح                      |
| جائزة أفضل لاعب صيني                     | جنغ جي (غوانزو)                |
| جائزة أفضل وكيل                          | مينو رايولا                    |
| جائزة مسيرة لاعب                         | خافيير زانيتي                  |
| جائزة مسيرة لاعب                         | صامويل إيتو                    |
| الجائزة الإستثنائية                      | أوناي إيمري                    |
| جائزة أفضل وكالة لوسائل الإعلام الرياضية | MP & Silva                     |

### 2017
- في ديسمبر 2017، تم منح أربعة عشر جائزة في دبي للفئات التالية:[10]

| الجائزة                    | اللاعب                         |
| -------------------------- | ------------------------------ |
| جائزة أفضل لاعب            | كريستيانو رونالدو (ريال مدريد) |
| جائزة أفضل نادي            | ريال مدريد                     |
| جائزة أفضل مدرب            | زين الدين زيدان (ريال مدريد)   |
| جائزة أفضل دوري            | الدوري الإسباني                |
| جائزة أفضل حكم             | فيليكس بريش                    |
| جائزة مسيرة لاعب           | فرانشيسكو توتي                 |
| جائزة مسيرة لاعب           | كارليس بويول                   |
| جائزة مسيرة مدرب           | مارتشيلو ليبي                  |
| جائزة أفضل مدرب منتخب عربي | هيكتور كوبر (مصر)              |
| جائزة أفضل منتخب عربي      | السعودية                       |
| جائزة أفضل وكيل            | خورخي مينديز                   |
| جائزة أفضل إداري           | فاديم فاسيلييف (موناكو)        |
| جائزة الأعمال الرياضة      | فيران سوريانو                  |
| جائزة المدرب الخاص         | دييغو سيميوني (أتلتيكو مدريد)  |

### 2018
- في يناير 2019، تم منح ثلاثة عشر جائزة في دبي للفئات التالية:[11]

| الجائزة                   | اللاعب                                  |
| ------------------------- | --------------------------------------- |
| جائزة أفضل لاعب           | كريستيانو رونالدو (ريال مدريد، يوفنتوس) |
| جائزة جمهور غلوب سوكر     | كريستيانو رونالدو (ريال مدريد، يوفنتوس) |
| أفضل حارس                 | أليسون (روما، ليفربول)                  |
| جائزة أفضل وكيل           | خورخي مينديز                            |
| جائزة أفضل نادي           | أتلتيكو مدريد                           |
| جائزة أفضل مدرب           | ديدييه ديشان (فرنسا)                    |
| جائزة المسيرة الإستثنائية | زفونيمير بوبان                          |
| جائزة مسيرة لاعب          | رونالدو                                 |
| جائزة مسيرة لاعب          | بليز ماتويدي                            |
| جائزة مسيرة مدرب          | فابيو كابيلو                            |
| جائزة المسيرة العربية     | سامي الجابر                             |
| أفضل مدير رياضي           | فابيو كابيلو (يوفنتوس)                  |
| أفضل حكم عربي             | محمد عبد الله                           |

### 2019
- في ديسمبر 2019، تم منح ستة عشر جائزة في دبي للفئات التالية:[12]

| الجائزة                   | اللاعب                                  |
| ------------------------- | --------------------------------------- |
| جائزة أفضل لاعب           | كريستيانو رونالدو (ريال مدريد، يوفنتوس) |
| جائزة أفضل لاعب واعد      | جواو فيليكس (بنفيكا، أتلتيكو مدريد)     |
| جائزة أفضل لاعبة          | لوسي برونز (ليون)                       |
| جائزة أفضل حكم            | ستيفاني فرابارت                         |
| جائزة مسيرة لاعب          | ميراليم بيانيتش (يوفنتوس)               |
| جائزة أفضل شراكة          | مانشستر سيتي وساب إس إس                 |
| جائزة أفضل وكيل أعمال     | خورخي مينديز                            |
| جائزة مسيرة لاعب          | ريان غيغز                               |
| جائزة أفضل أكاديمية       | أياكس و بنفيكا                          |
| جائزة أفضل لاعب عربي شاب  | أشرف حكيمي (بوروسيا دورتموند)           |
| جائزة أفضل نادي عربي      | الهلال                                  |
| جائزة أفضل لاعب عربي      | عبد الرزاق حمد الله (النصر)             |
| جائزة أفضل نادي في العالم | ليفربول                                 |
| جائزة أفضل مدرب في العالم | يورغن كلوب (ليفربول)                    |
| جائزة أفضل حارس           | أليسون (روما، ليفربول)                  |
| جائزة أفضل مدير رياضي     | أندريا بيرتا (أتلتيكو مدريد)            |

### 2020
في ديسمبر 2020، تم منح عشر جوائز في دبي للفئات التالية:
| الجائزة                                    | اللاعب                          |
| ------------------------------------------ | ------------------------------- |
| جائزة أفضل لاعب في القرن (2001–2020)       | كريستيانو رونالدو               |
| جائزة أفضل مدرب في القرن (2001–2020)       | بيب غوارديولا                   |
| جائزة أفضل نادي في القرن (2001–2020)       | ريال مدريد                      |
| جائزة أفضل وكيل أعمال في القرن (2001–2020) | خورخي مينديز                    |
| جائزة أفضل لاعب في العالم                  | روبرت ليفاندوفسكي (بايرن ميونخ) |
| جائزة أفضل مدرب في العالم                  | هانسي فليك (بايرن ميونخ)        |
| جائزة أفضل نادي في العالم                  | بايرن ميونخ                     |
| جائزة مسيرة لاعب                           | إيكر كاسياس                     |
| جائزة مسيرة لاعب                           | جيرارد بيكيه (برشلونة)          |
| النادي الأكثر تتويجاً في الشرق الأوسط       | الأهلي                          |

### 2021
في ديسمبر 2021، تم منح 17 جائزة في دبي للفئات التالية:
| الجائزة                                             | اللاعب                                        |
| --------------------------------------------------- | --------------------------------------------- |
| جائزة أفضل هداف في كل العصور                        | كريستيانو رونالدو (يوفنتوس / مانشستر يونايتد) |
| جائزة مارادونا                                      | روبرت ليفاندوفسكي (بايرن ميونخ)               |
| جائزة أفضل لاعب في العالم من تصويت جماهير التيك توك | روبرت ليفاندوفسكي (بايرن ميونخ)               |
| جائزة أفضل مدرب في العام                            | روبرتو مانشيني (إيطاليا)                      |
| جائزة أفضل مدافع في العام                           | ليوناردو بونوتشي (يوفنتوس)                    |
| جائزة أفضل حارس في العام                            | جانلويجي دوناروما (ميلان / باريس سان جيرمان)  |
| جائزة أفضل لاعب في العام                            | كيليان مبابي (باريس سان جيرمان)               |
| جائزة أفضل لاعبة في العام                           | أليكسيا بوتياس (برشلونة)                      |
| جائزة مسيرة لاعب                                    | رونالدينيو                                    |
| جائزة أفضل نادي في العام                            | تشيلسي                                        |
| جائزة أفضل نادي للسيدات في العام                    | برشلونة                                       |
| أفضل أكاديمية للشباب في إفريقيا                     | نادي زد                                       |
| جائزة أفضل وكيل                                     | فيديريكو باستوريلو                            |
| جائزة الابتكار                                      | الدوري الإيطالي                               |
| أفضل لاعب في الرياضات الإلكترونية                   | Msdossary7                                    |
| المدير الرياضي للعام                                | تشيكي بيغريستين (مانشستر سيتي)                |
| منتخب العام                                         | إيطاليا                                       |

### 2022
في 17 نوفمبر 2022، تم منح اثنى عشر جوائز في دبي للفئات التالية:
| الجائزة                                             | اللاعب                                   |
| --------------------------------------------------- | ---------------------------------------- |
| جائزة أفضل لاعب في العام                            | كريم بنزيما (ريال مدريد)                 |
| جائزة أفضل لاعب في العالم من تصويت جماهير التيك توك | محمد صلاح (ليفربول)                      |
| جائزة أفضل لاعبة في العام                           | أليكسيا بوتياس (برشلونة)                 |
| أفضل مدافع في التاريخ                               | سيرخيو راموس                             |
| جائزة مسيرة تنفيذي                                  | أدريانو غالياني (مونزا)                  |
| جائزة مسيرة مدرب                                    | أوناي إيمري                              |
| فريق الشباب لهذا العام                              | بنفيكا                                   |
| أفضل انتقال في العام                                | آرلينغ هالاند إلى مانشستر سيتي           |
| كشافة العام                                         | جوني كالافات (ريال مدريد)                |
| جائزة مسيرة لاعب                                    | واين روني، زلاتان إبراهيموفيتش و روماريو |
| المدير الرياضي للعام                                | باولو مالديني & فريدريك مسارا (ميلان)    |
| رئيس العام                                          | فلورنتينو بيريز (ريال مدريد)             |
| جائزة أفضل مدرب في العام                            | كارلو أنشيلوتي (ريال مدريد)              |
| نادي للعام للسيدات                                  | أولمبيك ليون                             |
| نادي للعام للرجال                                   | ريال مدريد                               |
| أفضل لاعب ناشئ في العام                             | فيكتور أوسيمين (نابولي)                  |

## جائزة أفضل مدرب في العام
| العام | اللاعب                       |
| ----- | ---------------------------- |
| 2010  | لم تُمنح الجائزة              |
| 2011  | لم تُمنح الجائزة              |
| 2012  | جوزيه مورينيو (ريال مدريد)   |
| 2013  | أنطونيو كونتي (يوفنتوس)      |
| 2014  | كارلو أنشيلوتي (ريال مدريد)  |
| 2015  | مارك فيلموتس (بلجيكا)        |
| 2016  | فرناندو سانتوس (البرتغال)    |
| 2017  | زين الدين زيدان (ريال مدريد) |
| 2018  | ديدييه ديشان (فرنسا)         |
| 2019  | يورغن كلوب (ليفربول)         |
| 2020  | هانسي فليك (بايرن ميونخ)     |
| 2021  | روبرتو مانشيني (إيطاليا)     |
| 2022  | كارلو أنشيلوتي (ريال مدريد)  |

## جائزة أفضل لاعب في العام
| العام | اللاعب                             |
| ----- | ---------------------------------- |
| 2010  | لم تُمنح الجائزة                    |
| 2011  | كريستيانو رونالدو (ريال مدريد) (1) |
| 2012  | راداميل فالكاو (أتلتيكو مدريد)     |
| 2013  | فرانك ريبيري (بايرن ميونخ)         |
| 2014  | كريستيانو رونالدو (ريال مدريد) (2) |
| 2015  | ليونيل ميسي (برشلونة)              |
| 2016  | كريستيانو رونالدو (ريال مدريد) (3) |
| 2017  | كريستيانو رونالدو (ريال مدريد) (4) |
| 2018  | كريستيانو رونالدو (يوفنتوس) (5)    |
| 2019  | كريستيانو رونالدو (يوفنتوس) (6)    |
| 2020  | روبرت ليفاندوفسكي (بايرن ميونخ)    |
| 2021  | كيليان مبابي (باريس سان جيرمان)    |
| 2022  | كريم بنزيما (ريال مدريد)           |

## جائزة أفضل نادي في العام
| العام | النادي            |
| ----- | ----------------- |
| 2010  | لم تُمنح الجائزة   |
| 2011  | برشلونة           |
| 2012  | أتلتيكو مدريد     |
| 2013  | بايرن ميونخ       |
| 2014  | ريال مدريد        |
| 2015  | برشلونة (2)       |
| 2016  | ريال مدريد (2)    |
| 2017  | ريال مدريد (3)    |
| 2018  | أتلتيكو مدريد (2) |
| 2019  | ليفربول           |
| 2020  | بايرن ميونخ (2)   |
| 2021  | تشيلسي            |
| 2022  | ريال مدريد (4)    |

### حسب النادي
| # | النادي        | الفوز |
| - | ------------- | ----- |
| 1 | ريال مدريد    | 4     |
| 2 | برشلونة       | 2     |
| 2 | أتلتيكو مدريد | 2     |
| 2 | بايرن ميونخ   | 2     |
| 3 | تشيلسي        | 1     |
| 3 | ليفربول       | 1     |

## وصلات خارجية
- جائزة جلوب سوكر